# Mistaken Identity
Mistaken Identity is het tweede album van Australische popzangeres Delta Goodrem.

## Geschiedenis
Na een lang ziektebed vanwege kankerbestrijding kwam Goodrem terug met dit album. Twee singles van het album werden nummer 1 in Australië. Ook het album bereikte de eerste plaats en het behaalde vijfmaal platina (350.000 albums).

## Titellijst

### Australische en EU-titellijst
Standaardversie:
| Nr. | Cd-titel                                 | Schrijvers                                 | Speelduur |
| --- | ---------------------------------------- | ------------------------------------------ | --------- |
| 1.  | "Out of the Blue"                        | Goodrem, Guy Chambers                      | 4:25      |
| 2.  | "The Analyst"                            | Goodrem, Chambers, Cathy Dennis            | 3:36      |
| 3.  | "Mistaken Identity"                      | Goodrem, Billymann                         | 4:01      |
| 4.  | "Extraordinary Day"                      | Goodrem, Vince Pizzinga                    | 4:16      |
| 5.  | "A Little Too Late"                      | Goodrem, Gary Barlow, Elliot Kennedy       | 3:30      |
| 6.  | "Be Strong"                              | Goodrem, Matthew Gerrard, Bridget Benenate | 4:03      |
| 7.  | "Electric Storm"                         | Goodrem, Gary Chambers, Dennis             | 4:12      |
| 8.  | "Almost Here" (duet with Brian McFadden) | Brian McFadden, Paul Barry, Mark Taylor    | 3:48      |
| 9.  | "Miscommunication"                       | Goodrem, Guy Chambers                      | 3:37      |
| 10. | "Sanctuary"                              | Goodrem, Gary Chambers, Cathy Dennis       | 3:50      |
| 11. | "Last Night on Earth"                    | Goodrem, Billymann, Chris Rojas            | 4:10      |
| 12. | "Fragile"                                | Goodrem, Adrian Hannan, Barbara Hannan     | 3:39      |
| 13. | "Disorientated"                          | Goodrem, Vince Pizzinga                    | 4:16      |
| 14. | "You Are My Rock"                        | Goodrem, Guy Chambers                      | 3:20      |
| 15. | "Nobody Listened" (hidden track)         | Goodrem, Vince Pizzinga                    | 4:10      |

Luxe-cd/dvd-versie:

Cd
- zelfde als standaardversie

Dvd
| Nr. | Dvd-titel                            | Speelduur |
| --- | ------------------------------------ | --------- |
| 1.  | Out of the Blue (video)              | 4:01      |
| 2.  | Out of the Blue (achter de schermen) | 4:41      |
| 3.  | Europe 2004 (achter de schermen)     | 3:07      |
| 4.  | Album Making of Mistaken Identity    | 3:38      |
| 5.  | Album Track by Track                 | 5.23      |

### Britse titellijst
| Nr. | Cd-titel                                | Schrijvers                                 | Speelduur |
| --- | --------------------------------------- | ------------------------------------------ | --------- |
| 1.  | "Out of the Blue"                       | Goodrem, Guy Chambers                      | 4:25      |
| 2.  | "The Analyst"                           | Goodrem, Chambers, Cathy Dennis            | 3:36      |
| 3.  | "Mistaken Identity"                     | Goodrem, Billymann                         | 4:01      |
| 4.  | "Sanctuary"                             | Goodrem, Guy Chambers, Cathy Dennis        | 3:50      |
| 5.  | "A Little Too Late"                     | Goodrem, Gary Barlow, Elliot Kennedy       | 3:30      |
| 6.  | "Be Strong"                             | Goodrem, Matthew Gerrard, Bridget Benenate | 4:03      |
| 7.  | "Last Night on Earth"                   | Goodrem, Billymann, Chris Rojas            | 4:10      |
| 8.  | "Almost Here" (duet met Brian McFadden) | Brian McFadden, Paul Barry, Mark Taylor    | 3:48      |
| 9.  | "Miscommunication"                      | Goodrem, Guy Chambers                      | 3:37      |
| 10. | "Electric Storm"                        | Goodrem, Guy Chambers, Cathy Dennis        | 4:12      |
| 11. | "Extraordinary Day"                     | Goodrem, Vince Pizzinga                    | 4:16      |
| 12. | "Fragile"                               | Goodrem, Adrian Hannan, Barbara Hannan     | 3:39      |
| 13. | "Disorientated" (bonusnummer)           | Goodrem, Vince Pizzinga                    | 4:16      |
| 14. | "You Are My Rock" (bonusnummer)         | Goodrem, Guy Chambers                      | 3:20      |

## Singles
| Nr. | Titel               | Datum                                  | Bijschrift                      |
| --- | ------------------- | -------------------------------------- | ------------------------------- |
| 1.  | "Out of the Blue"   | oktober 2004 (AUS), november 2004 (UK) |                                 |
| 2.  | "Mistaken Identity" | januari 2005                           | Alleen in Australië uitgebracht |
| 3.  | "Almost Here"       | januari 2005 (UK), maart 2005 (AUS)    |                                 |
| 4.  | "A Little Too Late" | Maart 2005                             | Alleen in Australië uitgebracht |
| 5.  | "Be Strong"         | oktober 2005                           | Digital download track          |